# Брит Бенет
Брит Бенет (енгл. Brit Bennett, рођена 1989/1990, Оушансајд, Калифорнија) је америчка књижевница која живи у Лос Анђелесу. Њен дебитантски роман Мајке (The Mothers) (2016) био је бестселер Њујорк тајмса. Њен други роман, Половина која недостаје (2020), такође је био бестселер Њујорк Тајмса и изабран је за избор Књижевног клуба "Добро јутро Америко". Половина која нестаје изабрана је за једну од десет најбољих књига Њујорк Тајмса 2020.

## Рани живот
Бенет је одрасла у Јужној Калифорнији и дипломирала је енглески језик на Универзитету Станфорд. Касније је похађала Универзитет у Мичигену на МФА. Такође је студирала на Универзитету Оксфорд. 

## Каријера
Док је завршавала МФА у Мичигену, њен есеј за Jezebel из 2014. године „Не знам шта да радим са добрим белим људима“  привукао је значајну пажњу, генеришући преко милион прегледа за три дана.  Док је била у Мичигену, такође је освојила Хопвудову награду за дипломску кратку фикцију, као и награду Хурстон/Рајт за колеџске писце 2014. 
Од тада је објавила друге нефикцијске есеје, укључујући историју црних лутака под називом "Addy Walker, American Girl" за Paris Review,  као и рецензију књиге аутора Ta-Nehisi Coates из 2015. године Between the World and Me за The New Yorker.  Вогуе је изнео да Бенетови документарни есеји „подсећају Та-Нехисија Коутса [са] сличном способношћу да контекстуализује садашњи тренутак у фанатичној прошлости“. 

### Мајке
Године 2016. Riverhead Books објавила је њен дебитантски роман Мајке (The Mothers) који добио признање критике New York Times best-seller.  Тимес је рекао да се Мајке „формира као један од највећих књижевних дебија јесени, са почетним штампањем од 108.000 примерака и рецензијама са звездама у Booklist, Library Journal и Publishers Weekly.  Бенет је именована на листи Националне фондације за књигу „5 испод 35“  перспективних романописаца.  У марту 2017. објављено је да су Мајке разматрале Ворнер Брос за филмску адаптацију, са Кери Вошингтон као продуцентом. 

### Половина која недостаје
Године 2020, њена  друга књига Половина која недостаје (The Vanishing Half) је објављена у издању Riverhead Booksа, достигавши прво место на листи најпродаванијих Њујорк Тајмса у јуну и изабрана је за бестселер Њујорк Тајмса и ушла је у Избор америчког књижарског клуба "Добро јутро Америко".   Половина која недостаје је такође изабрана за једну од десет најбољих књига Њујорк Тајмса у 2020.  Вашингтон пост је назвао Половину која недостаје  „жестоким испитивањем савременог пролаза и цене коју многи плаћају за нови идентитет“.  У року од месец дана од објављивања објављено је да је ХБО стекао права за „ниске седмоцифрене” за развој ограничене серије са Бенетом као извршним продуцентом. 